# Cabinet Brüning II
République de Weimar
Brüning I von Papen
Le second cabinet Brüning, du nom du chancelier allemand Heinrich Brüning, est en fonction du 10 octobre 1931 au 1er juin 1932.

## Histoire
Le 5 septembre 1931, face aux échecs du gouvernement, le Président du Reich Paul von Hindenburg et son entourage, dont le Generalmajor Kurt von Schleicher, font pression sur Heinrich Brüning pour droitiser son gouvernement, en excluant notamment les membres du Parti démocrate allemand, et une partie des catholiques. Brüning accepte aussi de nommer des ministres conservateurs sans-étiquettes. Le 10 octobre, le Président Hindenburg accepte la démission de Brüning, puis le nomme à nouveau pour former un nouveau gouvernement.
Brüning ne parvient pas à faire entrer dans le gouvernement un représentant de l'industrie lourde dans le gouvernement. Il fait entrer Hermann Warmbold comme ministre de l'économie, celui-ci ayant fait partie du conseil d'administration de BASF, et sous l'influence de IG Farben. Le Parti populaire allemand n'est plus présent dans le gouvernement, en raison de son rapprochement avec le DNVP. Le parti social-démocrate continue sa politique de tolérance, notamment le 16 octobre où de nombreuses motions de censure sont rejetée grâce à son abstention. Le lendemain, le Reichstag est ajournée jusqu'en février 1932.   
Le cabinet resta sur une politique déflationniste, le taux d'intérêt fut légèrement abaissé tandis que la taxe sur la vente fut augmentée. Ces politiques budgétaires et monétaires furent négatifs pour l'économie qui continua de se dégrader. Le 9 janvier, Brüning annonça qu'après le 1re juillet, l'Allemagne ne pourrait plus payer les réparations de Versailles. 
En mars 1932, lors de l'élection présidentielle de 1932, Hindenburg est mis en ballotage par Adolf Hitler et Ernst Thälmann et doit être élu avec le soutien des catholiques et des sociaux-démocrates. Le 13 avril, les milices paramilitaires SA et SS sont interdites au nom de l'ordre public. Cela éloigne le Président et le Chancelier car, von Schleicher voulait utiliser ces milites pour recréer une armée allemande. De plus, Brüning veut allotir des parcelles agricoles à l'Est pour les chômeurs volontaires, notamment pour réduire les aides de l'État aux propriétaires des terres en jachères depuis 1926 (Osthilfe). Cette décision de Brüning est considérée trop « bolchévique » par le président et ses proches, tous grand propriétaires fonciers. Von Schleicher entre alors en négociation active avec le NSDAP pour les faire rentrer au gouvernement. Le 29 mai, Hindenburg cesse de signer des ordonnances de l'article 48. Le 30 mai Brüning démissionne. 

## Composition
| Poste                            | Titulaire | Titulaire                                    | Parti   |
| -------------------------------- | --------- | -------------------------------------------- | ------- |
| Chancelier du Reich              |           | Heinrich Brüning                             | Zentrum |
| Vice-chancelier                  |           | Hermann Dietrich                             | DStP    |
| Ministre des Affaires étrangères |           | Heinrich Brüning                             | Zentrum |
| Ministre de l'Intérieur          |           | Wilhelm Groener                              |         |
| Ministre de la Justice           |           | Curt Joël                                    |         |
| Ministre de l'Économie           |           | Hermann Warmbold (jusqu'au 05/05/1931)       |         |
| Ministre de l'Économie           |           | Ernst Trendelenburg (à partir du 06/05/1932) | DStP    |
| Agriculture                      |           | Martin Schiele                               | DNVP    |
| Ministre des Finances            |           | Hermann Dietrich                             | DStP    |
| Ministre de la Défense           |           | Wilhelm Groener                              |         |
| Ministre du Travail              |           | Adam Stegerwald                              | Zentrum |
| Ministre des Postes              |           | Georg Schätzel                               | BVP     |
| Ministre des Transports          |           | Gottfried Treviranus                         | KVP     |
| Ministre sans portefeuille       |           | Hans Schlange-Schöningen                     | CNBL    |